# Tipula cydippe
Tipula cydippe är en tvåvingeart som beskrevs av Alexander 1947. Tipula cydippe ingår i släktet Tipula och familjen storharkrankar. Inga underarter finns listade i Catalogue of Life.